# Tamusuobulage
Tamusuobulage (kinesiska: 塔木索布拉格, 塔木索布拉格苏木) är en socken i Kina. Den ligger i den autonoma regionen Inre Mongoliet, i den norra delen av landet, omkring 680 kilometer väster om regionhuvudstaden Hohhot.
Genomsnittlig årsnederbörd är 179 millimeter. Den regnigaste månaden är juni, med i genomsnitt 43 mm nederbörd, och den torraste är december, med 2 mm nederbörd.